# Teofil Zieliński
Teofil Wojciech Zieliński (ur. 18 grudnia 1895 w Krakowie, zm. w kwietniu 1940 w Charkowie) – kapitan administracji (piechoty) Wojska Polskiego, ofiara zbrodni katyńskiej.

## Życiorys
Urodził się w rodzinie Fryderyka i Katarzyny z domu Łaptaś.
W czasie I wojny światowej służył w Legionach w 2  i 3 pułku piechoty.
Wstąpił do Wojska Polskiego. W czasie wojny polsko-bolszewickiej służył w 4 pułku piechoty Legionów oraz w 54 pułku piechoty Strzelców Kresowych.
Po zakończeniu działań wojennych pozostał w wojsku i w 1922 został zweryfikowany do stopnia porucznika piechoty ze starszeństwem z dniem 1 czerwca 1919. Służył w 20 pułku piechoty Ziemi Krakowskiej, gdzie był dowódcą plutonu.
W 1924 roku został awansowany na kapitana piechoty. W 1929 został oddelegowany do Szkoły Podchorążych Rezerwy Piechoty w Zambrowie, a w 1935 do Szkoły Podchorążych Piechoty jako wykładowca historii wojskowości.
W czasie kampanii wrześniowej 1939 – po agresji ZSRR na Polskę – w nieznanych okolicznościach dostał się do niewoli sowieckiej. Przebywał w obozie w Starobielsku. Wiosną 1940 został zamordowany przez funkcjonariuszy NKWD w Charkowie i pogrzebany potajemnie w bezimiennej mogile zbiorowej w Piatichatkach, gdzie od 17 czerwca 2000 mieści się oficjalnie Cmentarz Ofiar Totalitaryzmu w Charkowie. Figuruje na Liście Starobielskiej NKWD, pod poz. 1238.
Jego synem był Andrzej Zieliński (1930-1997), profesor nadzw. Politechniki Rzeszowskiej, działacz opozycji antykomunistycznej w PRL i współpracownik Fundacji im. Brata Alberta w Radwanowicach.

## Upamiętnienie
5 października 2007 minister obrony narodowej Aleksander Szczygło mianował go pośmiertnie na stopień majora. Awans został ogłoszony 9 listopada 2007 w Warszawie, w trakcie uroczystości „Katyń Pamiętamy – Uczcijmy Pamięć Bohaterów”.
12 kwietnia 2010 na terenie Zespołu Szkół Agroprzedsiębiorczości w Zambrowie posadzono dedykowany mu "dąb katyński".

## Ordery i odznaczenia
- Krzyż Niepodległości – 9 listopada 1931 „za pracę w dziele odzyskania niepodległości”[12]
- Krzyż Walecznych czterokrotnie[13]
- Srebrny Krzyż Zasługi – 1938[14]
- Medal Pamiątkowy za Wojnę 1918-1921 "Polska Swemu Obrońcy"[1]
- Medal Dziesięciolecia Odzyskanej Niepodległości[1]